# MTA2: Baptized in Dirty Water
Albums de David Banner
Mississippi: The Album
(2003) Certified
(2005)
Singles
1. Crank It Up
Sortie : 2004

MTA2: Baptized in Dirty Water est le troisième album studio de David Banner, sorti le 23 décembre 2003.
L'album s'est classé 16e au Top R&B/Hip-Hop Albums et 69e au Billboard 200.
Il existe une version chopped and screwed de l'album réalisée par Michael « 5000 » Watts.

## Liste des titres
| No  | Titre                                                         | Contient un (des) sample(s) de               | Durée |
| --- | ------------------------------------------------------------- | -------------------------------------------- | ----- |
| 1.  | Eternal                                                       |                                              | 3:06  |
| 2.  | Talk to Me (featuring Lil' Flip)                              |                                              | 3:49  |
| 3.  | Like a Pimp (Remix) (featuring Twista et Busta Rhymes)        |                                              | 3:59  |
| 4.  | Crank It Up (featuring Static Major)                          |                                              | 3:15  |
| 5.  | Pretty Pink (featuring Jazze Pha, T.I. et Marcus)             |                                              | 5:00  |
| 6.  | Pop That (featuring Sky Keeton)                               |                                              | 4:19  |
| 7.  | My Lord (featuring Sky Keeton et Marcus)                      |                                              | 4:20  |
| 8.  | The Game (featuring Scarface)                                 |                                              | 5:26  |
| 9.  | Gots to Go (featuring Devin the Dude et Bun B)                |                                              | 4:07  |
| 10. | The Christmas Song (featuring Marcus et Sky Keeton)           | God Rest Ye Merry, Gentlemen (Chant de Noël) | 4:10  |
| 11. | Baptized in Dirty Water (Interlude)                           |                                              | 1:34  |
| 12. | Ooh Aah                                                       |                                              | 4:17  |
| 13. | Mamma's House (feraturing Frekzanatcha)                       |                                              | 4:24  |
| 14. | So in Love                                                    |                                              | 3:04  |
| 15. | Lil' Jones (featuring Bone Crusher)                           |                                              | 4:39  |
| 16. | Air Force Ones (Remix) (featuring Nelly, 8Ball et Sky Keeton) |                                              | 4:28  |
| 17. | We Ride them Caddies (featuring Marcus)                       |                                              | 4:42  |
| 18. | The End (Interlude)                                           |                                              | 2:14  |